# にいかっぷホロシリ乗馬クラブ
にいかっぷホロシリ乗馬クラブ（にいかっぷホロシリじょうばクラブ）とは、北海道新冠郡新冠町字節婦町にある有限会社の乗馬クラブである。全国乗馬倶楽部振興会に加盟している。ホーストレッキングやレッスンで騎乗できる馬には、多くの元競走馬がいる。

## 主な所属馬
- プライドエンブレム（ポップロックの半弟）
- スギノエンデバー（2012年北九州記念優勝馬）
- アポロソニック（2013年東京優駿3着馬）
- コパノリチャード（2014年高松宮記念優勝馬）
- ウインマーレライ（2014年ラジオNIKKEI賞優勝馬）
- グランドシチー（2013年マーチステークス優勝馬）
- ゼンノルジェロ（フサイチリシャールなどの半弟）

### 過去の所属馬
- アブクマポーロ
- グランリーオ
- クーリンガー
- スノーエンデバー
- ダイワテキサス
- ナリタセンチュリー
- ゲシュタルト
- ライブリマウント
- メイショウトウコン